# Томас Квастхоф
Томас Квастхоф (на немски Thomas Quasthoff) е немски бас-баритон и професор по оперно пеене във Висшето музикално училище „Ханс Айслер“ в Берлин.

## Биография
Томас Квастхоф е роден на 9 ноември 1959 в Хилдесхайм, с увреждания, причинени от медикамента контерган (талидомид). Родителите му и брат му Михаел го освобождават от всякаква дейност у дома и го оставят сам да определя всекидневните си занимания. Баща му открива рано неговите музикални способности и се опитва да му осигури обучение по музика. Музикалното висше училище в Хановер отклонява кандидатурата му, поради невъзможността да свири на пиано вследствие на уврежданията му.
През 1972, 13-годишен, по молба на баща му, Томас е представен за прослушване пред тогавашния ръководител на отдела „Камерна музика и песен“ на NDR (Норддойче рундфунк, Северогерманско радио) в Хановер, Себастиан Пешко. Били са му определени 5 минути за прослушването, но то продължава 1 1/2 часа. С това пътят към музикално образование на Томас Квастхоф е открит. Същата година започва обучение по пеене при Шарлоте Леман в Хановер. Теория и история на музиката изучава при Ернст Хубер-Контвиг.
След полагане на матура Квастхоф изучава шест семестъра право, но прекъсва следването си и в продължение на шест години работи в областта на маркетинга в Окръжната спестовна каса в Хилдесхайм. От 1980 г. работи като модератор и говорител в радиостанцията на NDR в Хановер.
Първата голяма певческа проява на Томас Квастхоф е на 26 февруари 1984. Манфред Ерхорн, тогавашен музикален ръководител на Студийния хор Брауншвайг и професор във Висшето училище за музика и театър в Хановер, го насърчава към неговата първа публична проява като бас в „Последните деяния“ на Луи Шпор в църквата „Св. Йоан“ в Брауншвайг, съпроводен от Студийния хор Брауншвайг и членове на Баховския църковен хор Хелмщед и Държавния оркестър Брауншвайг.
През 1987 г. Квастхоф е солист в месата в до мажор „Кредо“ на Моцарт, изпълнена заедно с Катедралния момчешки хор Лимбург.
През 1988 г. достига международна известност, като печели Международния музикален конкурс на ARD като баритон.
През 1994 г. напуска длъжността си в NDR и става певец на свободна практика. Същевременно се занимава и с преподавателска дейност.
В 1996 г. Квастхоф е избран за професор по пеене във Висшето училище за музика Детмолд, а от 2004 – във Висшето училище за музика „Ханс Айслер“ в Берлин.
В Карнеги хол Ню Йорк, САЩ, Квастхоф дебютира в 1998 с Вълшебният рог на момчето на Густав Малер. Оттогава той се появява на почти всички големи световни музикални сцени. Първоначално се специализира в концертни изпълнения и художествени песни; тук се открояват неговите изпълнения на цикъла песни Зимен път от Франц Шуберт със съпровод на пианиста Чарлз Спенсър. Този запис се появява през 1998. През 2005 записва цикъла Красивата мелничарка от Франц Шуберт с Юстус Цейен на пианото. Същевременно Квастхоф засилва участието си в оперни представления. През 2003 дебютира като Фернандо в операта Фиделио на Лудвиг ван Бетовен по време на Великденския музикален фестивал в Залцбург.
Квастхоф е патрон от 2003 на фондацията Деца от Чернобил в Долна Саксония (Niedersachsen). През 2004 г. излиза автобиографията му Гласът (Die Stimme), а през 2006 предлага още едно автобиографично произведение, Баритонът (Der Bariton), като литературно приложение към диска Betrachte meine Seel (Разгледай душата ми).
През 2006 Томас Квастхоф записва първия си джаз албум с Тил Брьонер, Алън Броадбент, Питър Ърскин, Дитер Илг и Чък Льоб, който е издаден през 2007 – The Jazzalbum – Watch what happens (Джаз албум – Гледай какво става).
През октомври 2006 той обявява пълното си оттегляне от оперната сцена, за да се съсредоточи върху концертната и преподавателска дейност.
От 2010 той се ангажира и като посланик на Мисия Кристофел за незрящи.
През 2010 излиза и албумът му Tell it like it is (Кажи го така, както е), в който се обръща към различни стилове – соул, ритъм енд блус и поп.
Квастхоф е женен от 2006 и живее заедно със съпругата си Клаудия, тв журналистка в MDR (Mitteldeutscher Rundfunk, Средногерманско радио) – Лайпциг и дъщеря ѝ в Хановер, имат и второ жилище в Берлин. От септември 2010 г. са разделени, Клаудия се завръща в Лайпциг.
Според в. Залцбургер нахрихтен (Salzburger Nachrichten) от 11 януари 2012 г. Квастхоф е заявил, че завършва кариерата си на певец през 2012 г. Съобщение за това решение има и на официалния му сайт.

## Награди
- 1987: Първа награда на Песенния конкурс в Моцартовия фестивал, Вюрцбург
- 1988: Печели Международния музикален конкурс на ARD за баритон
- 1994: Награда за култура на провинция Долна Саксония
- 1996: Награда Шостакович в Москва и награда Хамада от фестивала Скотсмън – Единбург
- 2000: Награда Грами в категория Най-добро класическо вокално изпълнение за Чудният рог на момчето от Густав Малер
- 2004: Награда Грами в категория Най-добро класическо вокално изпълнение на песни от Франц Шуберт с Ане Софи фон Отер и Камерния оркестър на Европа
- 2004: Награда Ехо класик на Немската фоноакадемия
- 2005: Големият кръст за заслуги на Федерална република Германия
- 2005: Берлинска мечка (награда за култура на вестник BZ – Boulevardzeitung)
- 2006: Европейска награда за култура
- 2006: Канто – германска културна награда 2006[5]
- 2006: Награда Грами в категория Най-добро класическо вокално изпълнение за неговия първи солов запис на кантатите на Йохан Себастиян Бах с Берлинските барокови солисти под ръководството на Райнер Кусмаул, членове на Камерен хор РИАС и Албрехт Майер (обой)
- 2007: Награда Брамс на Дружество Брамс – Шлезвиг-Холщайн
- 2007: Ехо класик на Немската фоноакадемия в две категории
- 2008: Награда Грами в категория Най-добро хорово изпълнение на Брамс: Един немски реквием с Доротея Рьошман и Радиохор Берлин под ръководството на Саймън Халси и Берлинската филхармония под диригентството на сър Саймън Ратъл
- 2009: Награда Херберт фон Караян [6]
- 2009: Златен медал на Кралското филхармонично дружество – Великобритания[7]
- 2010: Музикална награда Преториус на провинция Долна Саксония[8]
- 2010: Художествена награда на Nord/LB (Norddeutsche Landesbank – Северногерманска провинциална банка) [9]

## Дискография (избрано)
- Волфганг Амадеус Моцарт: арии, Вюртембергски камерен оркестър Хайлброн, Sony BMG, септември 1997 (награда Ехо 1998).
- Кшищоф Пендерецки: Кредо, Орегонски Бахов фестивален хор и оркестър, диригент Хелмут Рилинг, Hänssler, септември 1998. (Грами за най-добро хорово изпълнение за 2000 г. за Рилинг).
- Франц Шуберт: Зимен път, с Чарлз Спенсър, BMG, октомври 1998.
- Густав Малер: Чудният рог на момчето, Ане Софи фон Отер, Берлинска филхармония, дир. Клаудио Абадо, Deutsche Grammophon, април 1999 (първа награда Грами).
- Брамс и Лист: песни, с Юстус Цейен, Deutsche Grammophon, февруари 2000 (номиниран за Грами).
- „Песента на лебеда“ от Шуберт и „Четири сериозни песни“ от Брамс с Юстус Цейен (награда на немската звукозаписна критика, 2001/3).
- Шуберт – песни. С Ане Софи фон Отер, Камерен оркестър на Европа, дир. Клаудио Абадо, Deutsche Grammophon, април 2003 (втора награда Грами).
- Бах, кантати: солов запис, с Берлинските барокови солисти, под ръководството на Райнер Кусмаул, членове на Камерен хор РИАС и Албрехт Майер (обой), Deutsche Grammophon, 2004 (трета награда Грами).
- Франц Шуберт: Красивата мелничарка, с Юстус Цейен, Deutsche Grammophon, 2005.
- Арнолд Шьонберг: Песни от Гуре, Берлинска филхармония, Саймън Ратъл, EMI, април 2006.
- Betrachte meine Seel (Разгледай душата ми), Щатскапеле Дрезден, дир. Себастиан Вайгле, Deutsche Grammophon, 2006.
- The Voice (Гласът). Произведения на Брамс, Лист, Лорцинг, Шуберт, Менделсон, Вебер, Хайне, Рюкерт, Чези, Deutsche Grammophon, май 2006.
- Watch what happens. The Jazz Album (Виж какво става. Джаз албум). Джазови стандарти, с Тил Брьонер, Deutsche Grammophon, март 2007. (Goldene Schallplatte <Златна плоча> в Jazz-Award)[10]
- DVD – Йозеф Хайдн: Сътворението. Анете Даш, Кристоф Щрел, Австро-унгарска Хайдн филхармония, Виенски камерен хор, Адам Фишер, Medici Arts, октомври 2009.
- Tell it like it is (Кажи го така, както е). Соул, ритъм енд блус и поп стандарти, Deutsche Grammophon, септември 2010.
- Nice'n'Easy. Джаз с бигбенда на NDR. OKeh/Sony Music, май 2018.

## Филми
- Томас Квастхоф: Мечтателят. (Thomas Quasthoff: The Dreamer.) Документален филм, Германия, 2004/2005, 90 мин., режисьор: Михаел Хардер, продукция на tryharder tvnetwork, Хамбург,
- Германия, твоят художник Томас Квастхоф (Deutschland, deine Künstler Thomas Quasthoff). Документален филм, Германия, 2007/2008, 60 мин., режисьор: Райнхолд Ярецки, първо излъчване на 10 юли 2008, продукция на Zauberberg Film, ARD,